# Municipio de Indiana (Iowa)
El municipio de Indiana (en inglés: Indiana Township) es un municipio ubicado en el condado de Marion en el estado estadounidense de Iowa. En el año 2010 tenía una población de 726 habitantes y una densidad poblacional de 7 personas por km².

## Geografía
El municipio de Indiana se encuentra ubicado en las coordenadas 41°12′54″N 93°1′44″O / 41.21500, -93.02889. Según la Oficina del Censo de los Estados Unidos, el municipio tiene una superficie total de 103.67 km², de la cual 103,65 km² corresponden a tierra firme y (0,02 %) 0,02 km² es agua.

## Demografía
Según el censo de 2010, había 726 personas residiendo en el municipio de Indiana. La densidad de población era de 7 hab./km². De los 726 habitantes, el municipio de Indiana estaba compuesto por el 96,42 % blancos, el 2,62 % eran afroamericanos, el 0,14 % eran amerindios, el 0,41 % eran de otras razas y el 0,41 % eran de una mezcla de razas. Del total de la población el 2,07 % eran hispanos o latinos de cualquier raza.